# Nazaret Aracil Santonja
Nazaret Aracil Santonja (Alcoi, 22 de desembre de 1989) és una actriu valenciana.
Nascuda a Alcoi, el 22 de desembre de 1989. Va estudiar a l'Escola d'Art Dramàtic de València. Va debutar a televisió a Unió Musical Da Capo, a la desapareguda Canal Nou. Després va traslladar-se a Madrid, on va fer-se coneguda pel seu paper d'Arancha a Cuéntame cómo pasó, de RTVE. Posteriorment va participar també a la pel·lícula Benidorm mon amour (2016), que va suposar el seu debut a nivell cinematogràfic. Ha participat també en les sèries de televisió Estamos Okupa2 o Esposados, o en l'obra de teatre Mi mundo es otro (2021) al costat de Belinda Washington, al Teatre Amaya de Madrid. Té prevista una producció amb la cadena valenciana À Punt.